# SS Pericles
El SS Pericles fue un transatlántico británico de vapor y carguero frigorífico. Fue botado en 1907 en Irlanda para el servicio de Aberdeen Line entre Gran Bretaña y Australia vía Sudáfrica. Cuando era nuevo, era el buque más grande de la ruta.
El Pericles naufragó en 1910 frente a las costas de Australia Occidental, pero sin pérdida de vidas. La legislación federal australiana protege actualmente sus restos frente al cabo Leeuwin por su importancia histórica.

## Hundimiento

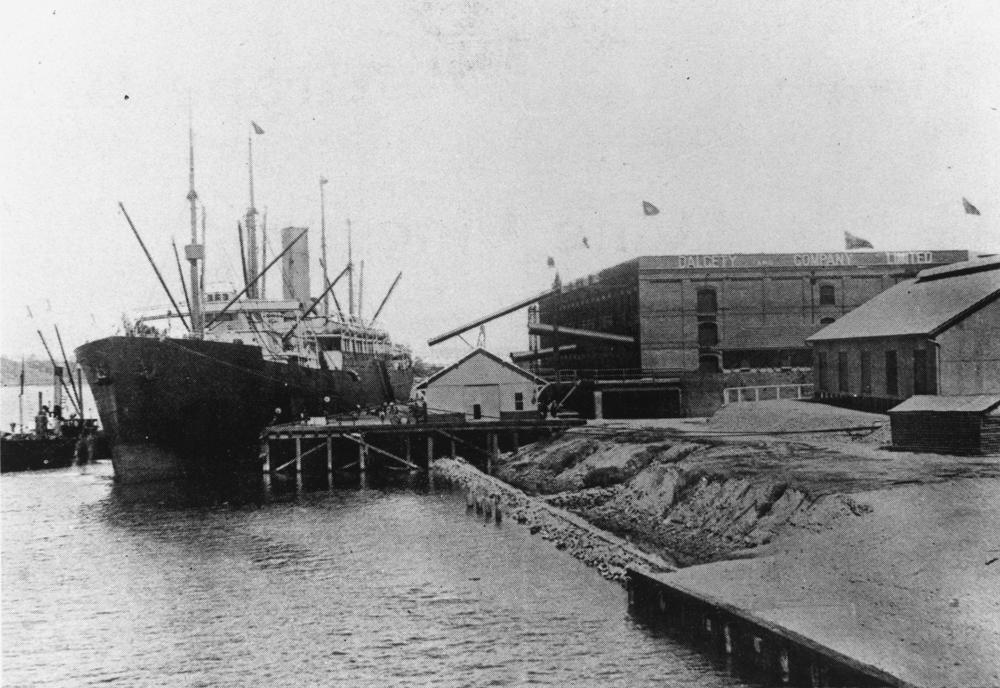
Pericles en el muelle de Dalgety & Company, New Farm, Brisbane.

El último viaje del Pericles comenzó en Brisbane, Queensland, en 1910. Hizo escala en Sidney, Hobart y Melbourne y debía hacer escala en Fremantle. Iba pesadamente cargado con un cargamento que incluía 32 000 cajas de mantequilla, 35 000 canales de cordero congeladas, 6000 fardos de lana, varios miles de cajas de manzanas, 600 toneladas de lingotes de plomo , 25 toneladas de sebo y una cantidad de aceite de coco. El plomo estaba en camino a Inglaterra en 1910 porque contenía oro, platino y plata, y en ese momento Australia carecía de los medios para separar los metales preciosos y básicos. Pericles y su cargamento estaban asegurados por un total de 750 000 libras esterlinas.
Los mineros de la zona de Newcastle, Nueva Gales del Sur, estaban en huelga, lo que provocó una escasez de carbón en Australia. Se importó carbón de Estados Unidos, India y Colonia de Natal y la huelga terminó el 14 de marzo, pero se esperaba que la escasez continuara durante algunas semanas. Cuando Pericles hizo escala en Melbourne, la retrasaron allí durante tres días hasta que pudo refugiarse . Luego partió hacia Fremantle el 24 de marzo.

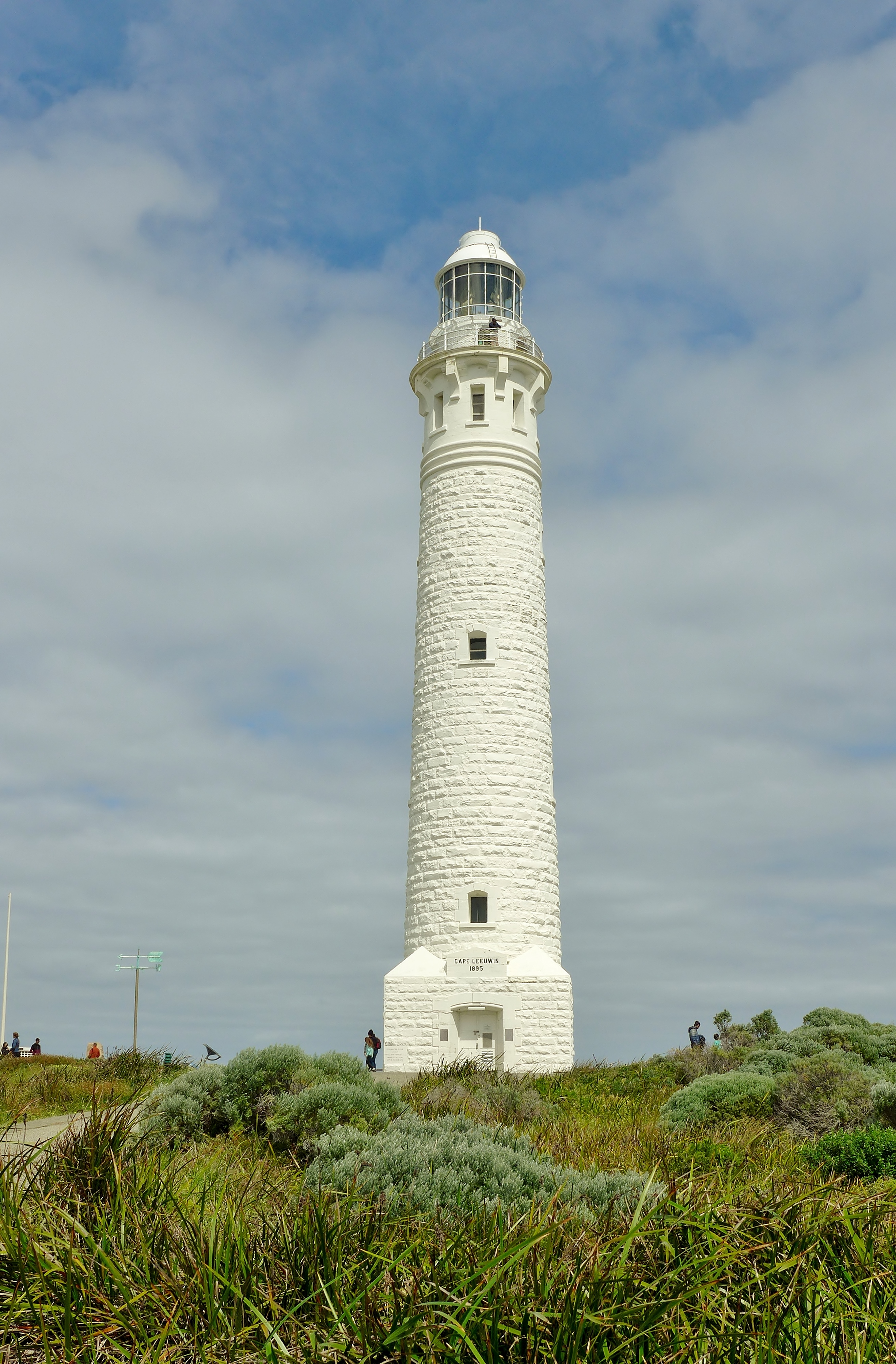
Faro de Cabo Leeuwin, cuya tripulación guio a los supervivientes de forma segura a tierra

A las 15:32 horas del 31 de marzo, el Pericles se encontraba frente a la costa de Australia Occidental, navegando a 14 nudos (26 km/h) con buena visibilidad, cuando chocó contra una roca entonces inexplorada frente a la isla de St Alouarn +1⁄2 millas náuticas (6,5 km) al sureste del cabo Leeuwin, el punto más al suroeste del continente australiano. Pasó sobre la roca pero las placas delanteras de su casco resultaron dañadas. En tres minutos había 5 m (16,4 pies) de agua en su bodega delantera. Su ingeniero jefe, WL Robertson, y su tripulación trabajaron en el agua hasta la cintura para apuntalar los mamparos y mantener las bombas en funcionamiento.
El carguero Strathfillan estaba a la vista, navegando hacia el sur. Pericles hizo sonar su silbato, envió un mensaje de socorro con sus banderas de señales y giró hacia Strathfillan para atraer su atención, pero Strathfillan continuó hacia el sur.
El Capitán Simpson dio la orden de abandonar el barco. En 25 minutos, la tripulación de Pericles había botado los 14 botes salvavidas, transportando a todos los pasajeros y a toda la tripulación. La única víctima mortal fue el gato tuerto del barco, Nelson, que se ahogó. La tripulación del faro de Cabo Leeuwin encendió fuegos en tierra para guiar a los barcos hasta llegar a tierra de forma segura en Sarge Bay.
El último barco, que transportaba al capitán Simpson, permaneció cerca de Pericles mientras ella permanecía a flote. El barco se desvió hacia el sureste por un momento, hundiéndose por su proa, luego se inclinó hacia estribor y se hundió con la proa primero. El último barco tocó tierra a las 19.00 horas, después del anochecer.

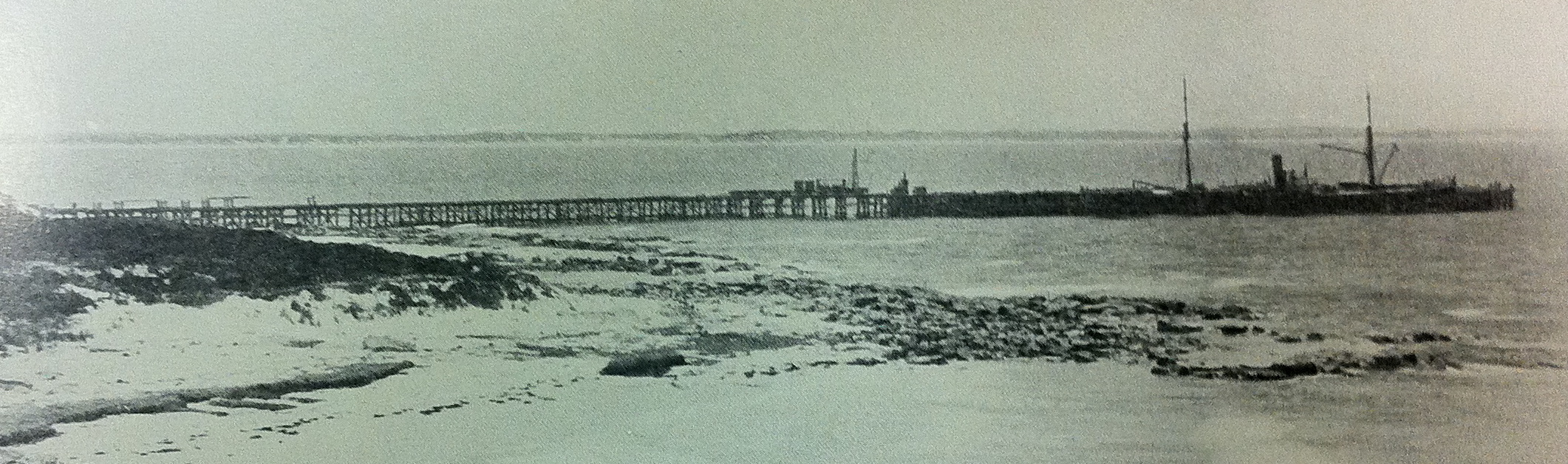
Muelle de Flinders Bay, donde Monaro embarcó a los supervivientes

Al día siguiente, el vapor Monaro embarcó a la mayoría de los pasajeros en el embarcadero de Flinders Bay y los llevó a Fremantle. En cambio, unos 30 pasajeros optaron por viajar 200 millas (320 km) por tierra desde Cabo Leeuwin hasta Fremantle. Monaro era un barco más pequeño con alojamiento limitado, por lo que sus oficiales cedieron sus alojamientos a las supervivientes del Pericles.
La Royal Humane Society of Australasia otorgó premios a los tres guardianes del faro de Cabo Leeuwin por su esfuerzo para rescatar a los pasajeros y la tripulación del Pericles. Un clérigo local recibió un reloj de oro y su hija un broche de oro por su atención a los supervivientes.